# Bárányvölgy
Bárányvölgy románul: Roșieni, falu Romániában, Erdélyben, Kolozs megyében.

## Fekvése
Mócs (Mociu) közelében fekvő település.

## Története
Bárányvölgy korábban Mócs  része volt. 1956 körül vált külön településsé 492 lakossal.
1966-ban 466 lakosából 416 román, 50 magyar, 1977-ben 323 lakosából 303 román, 20 magyar, 1992-ben 230 lakosából 205 román, 25 magyar, a 2002-es népszámláláskor 219 lakosából 196 román, 23 magyar volt.